# Малая Слоча
Малая Слоча — река в России, протекает по Угранскому району Смоленской области. Устье реки находится в 0,8 км от устья Большой Слочи по левому берегу. Длина реки составляет 10 км. Вдоль течения реки расположены населённые пункты Желаньинского сельского поселения деревни Васильевка, Алексеевка.

## Данные водного реестра
По данным государственного водного реестра России относится к Окскому бассейновому округу, водохозяйственный участок реки — Угра от истока и до устья, речной подбассейн реки — Бассейны притоков Оки до впадения Мокши. Речной бассейн реки — Ока.
Код объекта в государственном водном реестре — 09010100412110000020781.